# Telemicro
Telemicro es una cadena de televisión abierta dominicana. Inició sus emisiones en 1986, es propiedad del Grupo de Medios Telemicro y operado por la Corporación de Televisión y Microondas RAFA S.A.

## Historia
Telemicro fue lanzado al aire a finales de 1986 por el canal 6 de la banda VHF de Santo Domingo bajo el nombre Canal 6 Circuito Independencia. Al inicio, emitía desde las 6:00 p.m. hasta la medianoche en señal de prueba. Su local se ubicaba en la avenida San Martín esquina 30 de marzo, en Santo Domingo. Su programación inicial era importada y se componía de películas, vídeos musicales, dibujos animados de Disney y retrasmisiones de algunos programas de cadenas de televisión internacionales como Univisión. Para finales de los años 80 y durante los años 90, comenzó a reforzar su programación con la inclusión de programas locales, combinados con programación importada como los eventos de WWE (entonces conocida como WWF) y Hacia el Futuro (Beyond 2000), telenovelas como Amándote, Libertad Condicionada y Gabriela, y dibujos animados como La Abeja Maya, los Dinoplatívolos, Patoaventuras, The Real Ghostbusters y Beverly Hills Teens.
Para mediados de los 90, Canal 6 comienza a emitir más producciones de Univisión y de Televisa, y también se comenzaron a emitir series de Chile como Amores urbanos y Don Floro. Telemicro consolida su programación y empezó a ocupar un puesto en horario estelar con la inclusión de telenovelas estelares mexicanas como Marimar, María la del Barrio, Lazos de amor y La Usurpadora. Varios programas importantes de Univisión se empezaron a transmitir por Canal 6, lo que originó un aumento de la audiencia del canal. A finales de los 90, la estación trasladó sus emisiones del canal 6 al canal 5 de la banda VHF de Santo Domingo, debido a una nueva Ley de Telecomunicaciones que obligó a las estaciones de televisión de República Dominicana a emitir en una misma frecuencia para todo el país. Además, Telemicro fue adquirida por el empresario de medios de comunicación Juan Ramón Gómez Díaz.Como resultado, la estación cambió de nombre a Telemicro y trasladó sus instalaciones a su edificio actual (Calle Mariano Cesteros No.1 Esquina Enrique Henríquez, Gazcue, Santo Domingo Distrito Nacional) el cual estaba en construcción desde los inicios de la estación como Canal 6.
A pesar de que el Grupo Telemicro anunció en 2011 que ciertas producciones sería emitidas en alta definición (HD 1080i), el canal solamente emite a esta resolución por las proveedoras de pago Altice y Claro. En julio de 2016, Olympusat en alianza con THEMA-Alterna TV añadió la señal internacional de Telemicro, Telemicro Internacional, a su plataforma Vemox para el público hispano en los Estados Unidos.
En diciembre de 2020, Telemicro comenzó sus emisiones en HD por la TDT en el canal virtual 5.1 (siendo su canal físico la frecuencia 31 UHF), emitiendo a resolución 1080i.

## Programación
La programación de Telemicro es variada. Se compone de producciones de cadenas internacionales como Televisa y Univision. Además, la emisora transmite series, telenovelas, eventos deportivos, películas, noticias, programas de entretenimiento, humor, programación infantil y programas de telerrealidad. 
También celebran su fiesta aniversario,fiesta de empleados & fiesta fin de año, totalmente gratis para el pueblo Dominicano.
Uno de los programas de humor más reconocidos del canal es La opción de las doce, por el cual pasaron figuras famosas del mundo del entretenimiento y la información como Fausto Mata, Miralba Ruiz y Ángel Santos. Otros programas de humor son Boca de Piano es un show (Sábados de 8 a 10 p.m.), El show de la comedia (Sábados 7 p.m.) y Titirimundaty (Martes 8 p.m.).
Entre los programas de información y de noticias, se encuentran Matinal, Noticias Telemicro, Primer Impacto, Zona 5 y Objetivo 5.
Las tandas de películas han sido  muy populares, llegando a transmitir hasta 3 con el Tripletazo de películas y 2 películas seguidas con Doble Cine.
Para la temporada 2016-17, tanto Leones del Escogido como Tigres del Licey transmiten sus partidos a través del Grupo Telemicro por Digital 15 al nivel nacional y Telemicro Internacional para los Estados Unidos